# Cathédrale Santi Costanzo e Tommaso d'Aquino
La cathédrale d'Aquino ou basilique cocathédrale des Saints-Constance-Évêque-et-Thomas-d'Aquin (en italien : basilica cattedrale dei Santi Costanzo Vescovo e Tommaso d'Aquino) est une église catholique d'Aquino, en Italie. Il s'agit d'une cocathédrale du diocèse de Sora-Cassino-Aquino-Pontecorvo. La cathédrale a été élevée à la dignité de basilique mineure par le pape Paul VI en 1974 qui l'a visitée la même année.

### Article lié
- Liste des cathédrales d'Italie